# Ku Sang
Ku Sang (ur. 16 września 1919 w Seulu, zm. 11 maja 2004 tamże), poeta południowokoreański.
Pochodził z rodziny katolickiej (jego starszy brat został księdzem i zginął jako męczennik za wiarę w czasie wojny koreańskiej). W okresie studiów filozoficznych w Japonii, gdzie zgłębiał przede wszystkim buddyzm, przeszedł kryzys wiary katolickiej; ostatecznie pod wpływem prac filozofów francuskich, Gabriela Marcela i Jacques'a Maritaina, znalazł własny sposób pojmowania zagadnień religijnych.
Po studiach powrócił do Korei i podjął pracę jako dziennikarz; został wkrótce zmuszony do opuszczenia części północnej, gdzie popadł w konflikt z władzami komunistycznymi (na tle ideologii jego poezji). W okresie wojny koreańskiej służył w wywiadzie wojskowym Korei Południowej; był krótko więziony za krytykę prezydenta Syngmana Rhee i jego otoczenia.
Przez wiele lat pracował jako dziennikarz oraz wykładowca literatury na uniwersytetach; był autorem poezji, dramatów i scenariuszy, a także esejów na tematy społeczne i religijne. Opracował kilka antologii literackich.
Niektóre zbiory poezji:
- Choto-ui shi (1956, wydanie angielskie Wastelands of Fire, 1989); utwory pod wpływem wojny koreańskiej
- Nazareth ui Iesu (1979, wydanie angielskie Jesus of Nazareth); poezje poświęcone kwestiom wiary katolickiej
- Christopher ui gang (1978, Christopher's River)
- Pat ilgi (1967, Diary of the Fields); dwa ostatnie ukazały się w języku angielskim w zbiorze River and Fields: a Korean century (1991) i są hołdem dla wartości duchowych, społecznych i ekologicznych tkwiących w przyrodzie Korei
- Mogwa ongduriedo sayeoni itta (1984, wydanie angielskie Even the Knots on Quince Trees Tell Tales, 2004); wrażenia autobiograficzne z okresu powojennego Korei

Obok tłumaczeń angielskich ukazały się także przekłady francuskie, włoskie, holenderskie, niemieckie i japońskie; odkryty dla świata w późnym wieku (po 70. roku życia), był wielokrotnie zgłaszany przez środowisko pisarzy koreańskich do literackiej nagrody Nobla.